# Đội tuyển bóng đá quốc gia Malta
Đội tuyển bóng đá quốc gia Malta là đội tuyển cấp quốc gia của Malta do Hiệp hội bóng đá Malta quản lý.

## Thành tích tại các giải đấu

### Giải vô địch thế giới
- 1930 đến 1966 - Không tham dự
- 1970 đến 2022 - Không vượt qua vòng loại

### Giải vô địch bóng đá châu Âu
- 1960 - Không tham dự
- 1964 đến 2024 - Không vượt qua vòng loại

### UEFA Nations League
| Thành tích tại UEFA Nations League | Thành tích tại UEFA Nations League | Thành tích tại UEFA Nations League | Thành tích tại UEFA Nations League | Thành tích tại UEFA Nations League | Thành tích tại UEFA Nations League | Thành tích tại UEFA Nations League | Thành tích tại UEFA Nations League | Thành tích tại UEFA Nations League | Thành tích tại UEFA Nations League |
| Mùa giải                           | Hạng đấu                           | Kết quả                            | Vị trí                             | Pld                                | W                                  | D                                  | L                                  | GF                                 | GA                                 |
| ---------------------------------- | ---------------------------------- | ---------------------------------- | ---------------------------------- | ---------------------------------- | ---------------------------------- | ---------------------------------- | ---------------------------------- | ---------------------------------- | ---------------------------------- |
| 2018–19                            | D                                  | Vòng bảng                          | 4th                                | 6                                  | 0                                  | 3                                  | 3                                  | 5                                  | 14                                 |
| 2020–21                            | D                                  | Vòng bảng                          | 2nd                                | 6                                  | 2                                  | 3                                  | 1                                  | 8                                  | 6                                  |
| 2022–23                            | D                                  | Vòng bảng                          | 2nd                                | 4                                  | 2                                  | 0                                  | 2                                  | 5                                  | 4                                  |
| Tổng cộng                          | Tổng cộng                          |                                    | 3/3                                | 16                                 | 4                                  | 6                                  | 6                                  | 18                                 | 24                                 |

## Cầu thủ

### Đội hình
Đội hình dưới đây tham dự 2 trận giao hữu gặp Hy Lạp và Cộng hòa Ireland vào tháng 11 năm 2022.
Số liệu thống kê tính đến ngày 20 tháng 11 năm 2022, sau trận gặp Cộng hòa Ireland.
| Số | VT | Cầu thủ              | Ngày sinh (tuổi)  | Trận | Bàn | Câu lạc bộ          |
| -- | -- | -------------------- | ----------------- | ---- | --- | ------------------- |
|    | TM | Rashed Al-Tumi       | 14 tháng 10, 2000 | 0    | 0   | Sliema Wanderers    |
|    | TM | Henry Bonello        | 13 tháng 10, 1988 | 43   | 0   | Ħamrun Spartans     |
|    | TM | Jake Galea           | 15 tháng 4, 1996  | 5    | 0   | Etzella Ettelbruck  |
|    |    |                      |                   |      |     |                     |
|    | HV | Ferdinando Apap      | 29 tháng 7, 1992  | 12   | 1   | Hibernians          |
|    | HV | Jean Borg            | 8 tháng 1, 1998   | 14   | 0   | Valletta            |
|    | HV | Steve Borg           | 8 tháng 1, 1988   | 70   | 3   | Ħamrun Spartans     |
|    | HV | Karl Micallef        | 8 tháng 9, 1996   | 8    | 0   | Gudja United        |
|    | HV | Zach Muscat          | 22 tháng 8, 1993  | 56   | 3   | Farense             |
|    | HV | Adam Magri Overend   | 3 tháng 5, 2000   | 3    | 0   | Floriana            |
|    | HV | Enrico Pepe          | 12 tháng 11, 1989 | 16   | 0   | Birkirkara          |
|    | HV | Kurt Shaw            | 1 tháng 4, 1999   | 18   | 0   | Hibernians          |
|    |    |                      |                   |      |     |                     |
|    | TV | Ryan Camenzuli       | 8 tháng 9, 1994   | 31   | 0   | Ħamrun Spartans     |
|    | TV | Shaun Dimech         | 8 tháng 8, 2001   | 16   | 2   | Valletta            |
|    | TV | Matthew Guillaumier  | 9 tháng 4, 1998   | 23   | 2   | Ħamrun Spartans     |
|    | TV | Bjorn Kristensen     | 5 tháng 4, 1993   | 35   | 0   | Hibernians          |
|    | TV | Brandon Diego Paiber | 5 tháng 6, 1995   | 7    | 0   | Floriana            |
|    | TV | Steve Pisani         | 7 tháng 8, 1992   | 37   | 0   | Gżira United        |
|    | TV | Teddy Teuma          | 30 tháng 9, 1993  | 26   | 3   | Union SG            |
|    | TV | Dunstan Vella        | 27 tháng 4, 1996  | 14   | 0   | Hibernians          |
|    |    |                      |                   |      |     |                     |
|    | TĐ | Juan Corbalan        | 3 tháng 3, 1997   | 18   | 1   | Ħamrun Spartans     |
|    | TĐ | Jurgen Degabriele    | 10 tháng 10, 1996 | 24   | 6   | Hibernians          |
|    | TĐ | Luke Gambin          | 16 tháng 3, 1993  | 35   | 1   | Sutton United       |
|    | TĐ | Jodi Felice Jones    | 22 tháng 10, 1997 | 3    | 0   | Oxford United       |
|    | TĐ | Joseph Essien Mbong  | 15 tháng 7, 1997  | 43   | 2   | Ironi Kiryat Shmona |
|    | TĐ | Paul Mbong           | 2 tháng 9, 2001   | 15   | 0   | Birkirkara          |
|    | TĐ | Luke Montebello      | 13 tháng 8, 1995  | 26   | 0   | Ħamrun Spartans     |
|    | TĐ | Kyrian Nwoko         | 4 tháng 7, 1997   | 21   | 3   | Floriana            |
|    | TĐ | Alexander Satariano  | 25 tháng 10, 2001 | 23   | 3   | Balzan              |

### Triệu tập gần đây
Dưới đây là danh sách sơ bộ được triệu tập trong vòng 12 tháng.
| Vt                                                                                           | Cầu thủ         | Ngày sinh (tuổi)  | Số trận | Bt | Câu lạc bộ   | Lần cuối triệu tập           |
| -------------------------------------------------------------------------------------------- | --------------- | ----------------- | ------- | -- | ------------ | ---------------------------- |
|                                                                                              |                 |                   |         |    |              |                              |
| HV                                                                                           | Tristan Caruana | 15 tháng 9, 1991  | 11      | 1  | Valletta     | v. Israel, 27 September 2022 |
| HV                                                                                           | James Brown     | 12 tháng 1, 1998  | 1       | 0  | St Johnstone | v. Israel, 27 September 2022 |
|                                                                                              |                 |                   |         |    |              |                              |
| TV                                                                                           | Cain Attard     | 10 tháng 9, 1994  | 14      | 2  | Birkirkara   | v. Israel, 27 September 2022 |
| TV                                                                                           | Matías García   | 22 tháng 7, 1996  | 1       | 0  | Floriana     | v. Israel, 27 September 2022 |
| TV                                                                                           | Yannick Yankam  | 12 tháng 12, 1997 | 0       | 0  | Birkirkara   | Training camp, May 2022      |
| TV                                                                                           | Nikolai Muscat  | 13 tháng 7, 1996  | 4       | 0  | Gżira United | v. Kuwait,29 March 2022      |
|                                                                                              |                 |                   |         |    |              |                              |
| TĐ                                                                                           | Jan Busuttil    | 6 tháng 3, 1999   | 2       | 1  | Floriana     | v. Israel, 27 September 2022 |
| TĐ                                                                                           | Jake Grech      | 18 tháng 11, 1997 | 20      | 0  | Hibernians   | v. Venezuela, 1 June 2022    |
| TĐ                                                                                           | Mattia Veselji  | 14 tháng 3, 2002  | 1       | 0  | Floriana     | v. Venezuela, 1 June 2022    |
| INJ Cầu thủ rút lui vì chấn thương. RET Giã từ khỏi đội tuyển quốc gia. PRE Danh sách sơ bộ. |                 |                   |         |    |              |                              |